# Henry of Grosmont
Lancaster 1. hercege, Leicester 4. grófja és Derby grófja, 1310-ben született, Henry Crouchback (Lancaster 3. grófja) és Maud Chaworth (Kidwelly bárónője) fiaként, Grosmont-ban, az angliai Monmouthshire-ben. Grosmont-i Henrik apai nagybátyja, Thomas Crouchback annak az Edmund Crouchback-nek volt a fia, aki I. Eduárd angol király testvére volt. Thomas a királyi családdal való közeli rokonsága, valamint előnyös házassága folytán Anglia egyik legvagyonosabb és legtiszteletreméltóbb nemesévé válhatott. (1294-ben nőül vette a szintén arisztokrata származású Alice de Lacy-t, Lincoln 4. grófnőjét, ám frigyük gyermektelen maradt, ezért kapcsolatuk 1318-ban válással végződött.)
Thomas-t 1322-ben II. Eduárd angol király végeztette ki, a köztük támadt sorozatos, kibékíthetetlen ellentétek miatt. Mivel Thomasnak csak törvénytelen fiai voltak, így címei és minden java öccsére, Henry Crouchback-re szállt, kinek 1345-ös halála után fia, az ifjabb Henry de Lacy lett a kiterjedt családi birtokok új ura. 1330-ban az ifjabb Henry de Lacyt III. Eduárd (Eduárd és az ifjabb Henry dédapja III. Henrik angol király volt) lovaggá ütötte, s onnantól kezdve már a 20 éves fiú töltötte be édesapja helyét az angol parlament felsőházában.
Ugyanebben az évben Grosmont feleségül vette a csupán 10 esztendős Isabella de Beaumont-ot, Buchan grófjának leányát, akitől két leánya született:
- Matild (1339. április 4. – 1362. április 10.), Leicester grófnője, első férje Ralph Stafford volt, annak halála után pedig 1352-től 1362-ig I. Vilmos bajor herceg hitvese.
- Blanka (1345. március 25. – 1369. szeptember 12.), Lancaster grófnője, 1359. május 19-től 1369. szeptember 12-ig Genti János herceg felesége, az ő fiuk, Henry of Bolingbroke lett 1399-ben Anglia következő uralkodója, IV. Henrik néven

1333-ban az ifjabb Henry részt vett III. Eduárd Skócia elleni hadjáratában, s hősiesen küzdött a Halidon Hill-i csatában, melyben az angol sereg fölényes győzelmet aratott az ellenség felett. Az angol király, a férfi másodfokú unokatestvére – Henry of Grosmont harci érdemei folytán – 1336-ban őt nevezte ki kormányzónak Skóciába. 1337-ben, a százéves háború kitörésekor Henry of Grosmont többször is járt Franciaországban mint diplomata, hogy üzeneteket közvetítsen az angol és a francia király között. Amikor 1340-ben már úgy tűnt, a két fél közötti diplomáciai tárgyalások zátonyra futottak, Grosmont jelen volt az angolok győzelmével végződő sluysi ütközetben. Katonaként részt vett Calais 1347-es ostromában, amiért a következő évben III. Eduárd király megtette őt a Térdszalagrend Lovagjává, ami a középkor egyik legnagyobb kitüntetése volt, melyet nemes királyától kaphatott. Azonban ezzel még nem ért véget az a megtiszteltetés és jutalom, amit Eduárd Henrynek adományozott. 1351-ben kinevezte őt Lancaster 1. hercegévé, minek révén a férfi hatalmasat lépett előre a nemesi ranglétrán. Az 1350-es évek azzal teltek, hogy Grosmont megpróbált hatékonyan közreműködni az angol–francia katonai béketárgyalásoknál. 1350-ben jelen volt a winchelsea-i csatában is, ahol állítólag megmentette az angol trónörökös, Eduárd walesi herceg („a Fekete Herceg”) és leendő veje, Genti János lancasteri herceg életét is. A következő két évet a poroszországi keresztes hadjáraton töltötte, ahol komoly vitába keveredett Ottó braunschweigi herceggel, mely kis híján párbajhoz vezetett. (A konfliktus elsimításában komoly szerepet játszott II. János francia király.) 1360 novemberében végleg visszatért Angliába, ahol komoly betegségbe (valószínűleg pestis) esett a következő év elején.
Henry of Grosmont 1361. március 23-án, 50 évesen hunyt el, a Leicesteri Kastélyban. Mivel fiai nem voltak, idősebbik lánya, Matild pedig gyermektelenül halt meg, így kisebbik lánya, Blanka férje, Genti János örökölte meg apósa hercegi címét.